# John Chandos (attore)
John Chandos, nato John Chandos McConnell (Glasgow, 27 luglio 1919 – Chichester, 21 settembre 1987), è stato un attore britannico.

## Biografia
Nel 1936 ottenne una borsa di studio per la RADA. Durante la seconda guerra mondiale prestò servizio presso la Seaforth Highlanders, reggimento paracadutisti e nel Liaison Regiment.

## Filmografia

### Cinema
- Gli invasori - 49º parallelo (1941)
- The Next of Kin (1942)
- Il primo dei pochi (1942)
- The Life and Adventures of Nicholas Nickleby (1947)
- The Secret People (1952)
- Derby Day (1952)
- Il corsaro dell'isola verde (1952)
- Trent's Last Case (1952)
- The Long Memory (1952)
- 36 Hours (1953)
- The Love Lottery (1954)
- The Million Pound Note (1954)
- Lord Brummell (1954)
- Carrington V.C. (1955)
- Simba (1955)
- The Ship That Died of Shame (1955)
- One Way Out (1955)
- The Green Man (1956)
- La battaglia di Rio della Plata (1956)
- Wire Service – serie TV, episodio 1x18 (1957)
- Time Without Pity (1957)
- Dottore a spasso (1957)
- I Accuse! (1958)
- The Witness (1959)
- Jungle Street (1960)
- The Little Ones (1965)
- Two Gentlemen Sharing (1969)

### Televisione
- Colonnello March (Colonel March of Scotland Yard) – serie TV, episodio 1x17 (1956)
- Assignment Foreign Legion – serie TV, episodio 1x14 (1956)
- The Protectors – serie TV, episodio 1x13 (1964)